# チェルムノ駐屯ドイツ騎士団の歴代司令官一覧
ドイツ騎士団がチェルムノに司令部を設置してから1334年まで統治した司令官の一覧：
チェルムノ司令部の歴代司令官
- ヘンリク・フォン・メルビッツ（ポーランド語版） 1248-1259年
- ベルトルト・フォン・ノルトハウゼン（ポーランド語版） 1264-1268年
- コンラート・フォン・ティアベルク・スタージー（ポーランド語版） 1268-1270年
- ベルトルト・フォン・ノルトハウゼン 1274-1276年
- ヘルマン・フォン・シェーンブルク（ポーランド語版） 1277-1289年
- コンラッド・シュタンゲ（ポーランド語版） 1289年
- ヤン・フォン・アルヴェンスレーベン（ポーランド語版） 1291-1296年
- コンラート・サック（ポーランド語版、ドイツ語版） 1296-1298年
- グンター・フォン・シュヴァルツブルク (ドイツ騎士団騎士)（ポーランド語版） 1299-1309年
- ディトリク・フォン・リヒテンハイン（ポーランド語版） 1311-1313年
- ヘンリク・フォン・ゲーラ（ポーランド語版） 1315-1319年
- オットー・フォン・ローテンベルク（ポーランド語版） 1320-1333年
- トォルツェニイ・コンラート・ケッセルハット（ポーランド語版） 1333-1334年

チェルムノ駐屯ドイツ騎士団はリピエンコ城に本部を置いていた。